# Carlo Gaddi
Carlo Gaddi (Città del Vaticano, 4 gennaio 1936 – Roma, 4 novembre 1977) è stato un attore italiano.

## Biografia
Carlo Gaddi svolgeva come principale occupazione quella del sediario pontificio, ovvero uno degli addetti al trasporto del Santo Padre sulla sedia gestatoria, all'epoca di papa Paolo VI. Trasportò anche la salma di papa Giovanni XXIII in piazza San Pietro in Vaticano. Tuttavia, decise parallelamente di cimentarsi anche come attore.
Esordì nel 1968 in Pecos è qui: prega e muori! diretto da Maurizio Lucidi. La sua faccia irregolare e da duro e il suo fisico atletico (era un esperto di arti marziali, cintura nera di Judo) lo resero un caratterista molto apprezzato sui set cinematografici di quegli anni.
Da allora e per un decennio prese parte a più di trenta pellicole, prevalentemente western e polizieschi, generi per i quali le sue caratteristiche fisiche ben si prestavano. Tra esse vanno ricordate Il bestione e Il conformista, film tratto dall'omonimo romanzo di Alberto Moravia e diretto da Bernardo Bertolucci. La sua ultima apparizione cinematografica risale al 1977 ne La banda del gobbo, al fianco di Tomas Milian, film che uscirà nelle sale postumo.
Morì improvvisamente a causa di un arresto cardiaco nel 1977, come confermato anche dal regista Umberto Lenzi, che lo ha ricordato nel descrivere il film Napoli violenta, in cui lo diresse, esprimendo il suo dispiacere per la sua prematura morte a soli 41 anni. Lenzi lo aveva diretto anche in Roma a mano armata, al fianco di Maurizio Merli. Lasciò la moglie e tre figli, fra cui Sabina, che ebbe una breve carriera come attrice.

## Filmografia
- Pecos è qui: prega e muori!, regia di Maurizio Lucidi (1968)
- I nipoti di Zorro, regia di Marcello Ciorciolini (1968)
- Requiem per un gringo, regia di José Luis Merino (1968)
- Uno di più all'inferno, regia di Giovanni Fago (1968)
- Per 100.000 dollari t'ammazzo, regia di Giovanni Fago (1968)
- Al di là della legge, regia di Giorgio Stegani (1968)
- Prega Dio... e scavati la fossa!, regia di Edoardo Mulargia (1968)
- 36 ore all'inferno, regia di Roberto Bianchi Montero (1969)
- Django il bastardo, regia di Sergio Garrone (1970)
- C'è Sartana... vendi la pistola e comprati la bara!, regia di Giuliano Carnimeo (1970)
- Il conformista, regia di Bernardo Bertolucci (1970)
- La colomba non deve volare, regia di Sergio Garrone (1970)
- Trastevere, regia di Fausto Tozzi (1971)
- Afyon - Oppio, regia di Ferdinando Baldi (1972)
- Bianco, rosso e..., regia di Alberto Lattuada (1972)
- Dio in cielo... Arizona in terra, regia di Juan Bosch (1972)
- Domani passo a salutare la tua vedova... parola di Epidemia, regia di Juan Bosch (1972)
- Hai sbagliato... dovevi uccidermi subito!, regia di Mario Bianchi (1972)
- Uomo avvisato mezzo ammazzato... parola di Spirito Santo, regia di Giuliano Carnimeo (1972)
- I familiari delle vittime non saranno avvertiti, regia di Alberto De Martino (1973)
- Il consigliori, regia di Alberto De Martino (1973)
- 24 ore... non un minuto di più, regia di Franco Bottari (1973)
- La padrina, regia di Giuseppe Vari (1973)
- Il bestione, regia di Sergio Corbucci (1974)
- Il bacio di una morta, regia di Carlo Infascelli (1974)
- Sette ore di violenza per una soluzione imprevista, regia di Michele Massimo Tarantini (1975)
- La polizia accusa: il Servizio Segreto uccide, regia di Sergio Martino (1975)
- La città gioca d'azzardo, regia di Sergio Martino (1975)
- Jo Gaillard – serie TV, episodio 2 (1975)
- Bianchi cavalli d'agosto, regia di Raimondo Del Balzo (1975)
- Napoli violenta, regia di Umberto Lenzi (1976)
- Roma a mano armata, regia di Umberto Lenzi (1976)
- La banda del gobbo, regia di Umberto Lenzi (1977)

## Doppiatori italiani
- Luciano De Ambrosis in: Requiem per un gringo, Per 100.000 dollari t'ammazzo, Django il bastardo, C'è Sartana... vendi la pistola e comprati la bara!, La colomba non deve volare, Dio in cielo... Arizona in terra, Sette ore di violenza per una soluzione imprevista
- Cesare Barbetti in I nipoti di Zorro
- Giacomo Piperno in Pecos è qui: prega e muori!
- Walter Maestosi in Al di là della legge
- Gianni Marzocchi in Domani passo a salutare la tua vedova... parola di Epidemia